# Năsturel
Năsturelul (latină: Nasturtium officinale) este o specie de plante ierboase acvatice din familia Brassicaceae. Se mai numește și brâncuță, măcriș de baltă sau năsturaș.

## Descriere

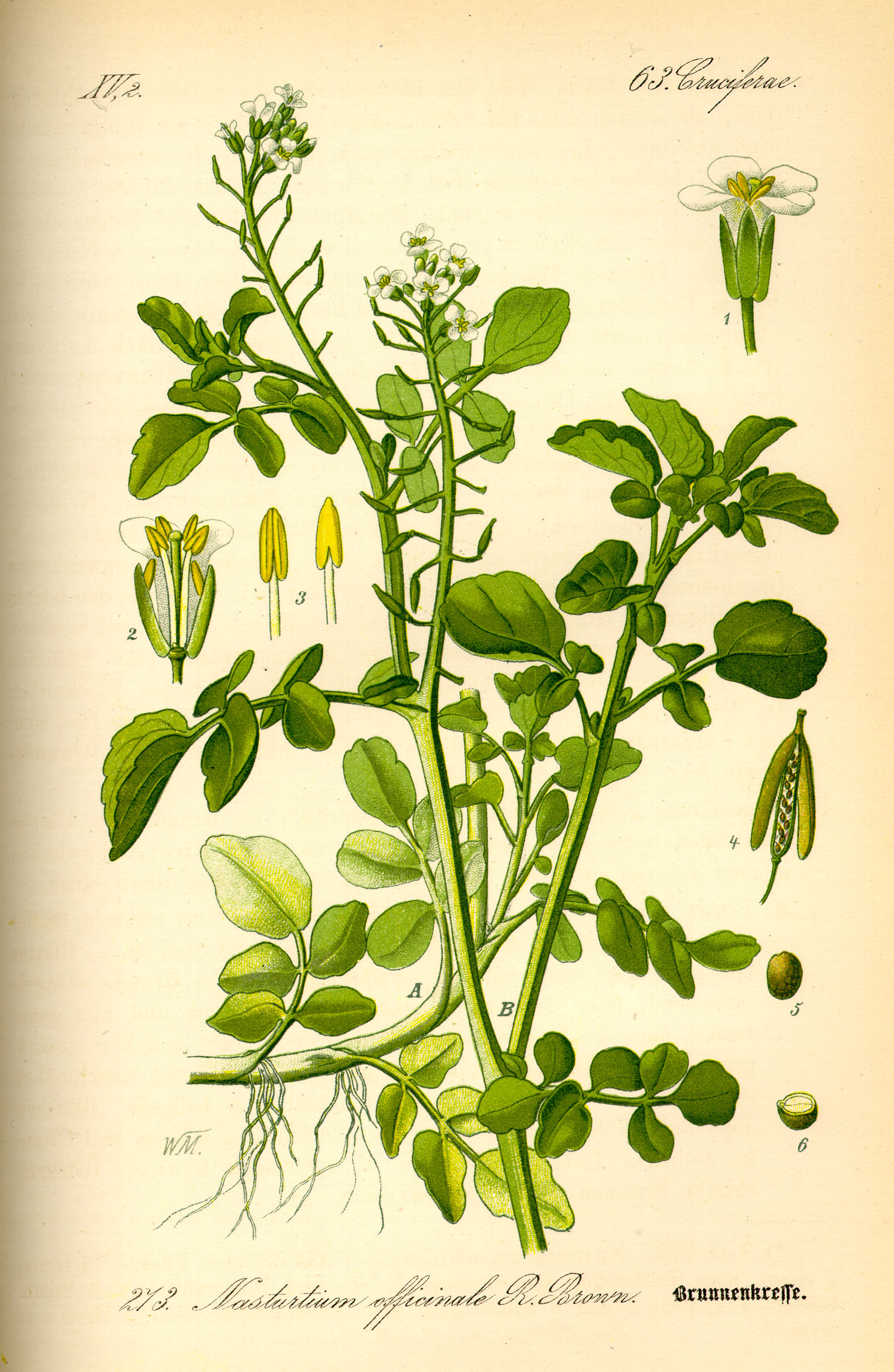
Morfologia

Năsturelul are frunzele imparipenat compuse. Florile plantei sunt grupate în inflorescențe situate la partea superioară a ramurilor. Năsturelul înflorește din luna iunie până în septembrie. Fructul este o silicvă cilindrică.

## Răspândire
Planta crește prin locuri mlăștinoase, în apropierea izvoarelor și a pârâielor, în locurile umede.

## Utilizare
Se folosesc frunzele care au proprietăți diuretice, stomahice și antiscorbutice. Planta este utilizată și ca salată. Conține iod și vitamina C.
Injecțiile subcutanate (hipodermice) cu suc proaspăt din această plantă au efect de antidot contra nicotinei, ducând și la scăderea glicemiei în diabetul zaharat. 
Planta este folosită și în tratamentul bolilor de piele.